# تغییر سطح هوشیاری
تغییر سطح هوشیاری (انگلیسی: Altered level of consciousness) سطح تغییر یافته هوشیاری یا هرگونه دگرگونی انگیختگی از حالت عادی است. سطح هوشیاری (LOC) نوعی سنجش برانگیختگی و پاسخگویی فرد به محرک‌های محیط است. کاهش خفیف سطح هوشیاری یا خودآگاهی گاهی لتارژی نامیده می‌شود. فردی که در این حالت است را می‌توان به آسانی برانگیخت. افرادی که دچار منگی یا کندی هوشیاری هستند، سطح هوشیاری پائین‌تری دارند و نمی‌توانند به‌طور کامل برانگیخته شوند. کسانی که قادر به برانگیختن از حالت خواب‌مانند نیستند، گفته می‌شود که دچار بهت شده‌اند. کما ناتوانی فرد در دادن هر گونه پاسخ هدفمند به محیط اطراف است. مقیاس‌هایی مانند مقیاس کمای گلاسکو برای اندازه‌گیری سطح هوشیاری طراحی شده است.
تغییر سطح هوشیاری ممکن است ناشی از عوامل مختلفی باشد، از جمله تغییرات در محیط شیمیایی مغز (به عنوان مثال قرار گرفتن در معرض سموم یا مواد سایکو اکتیو)، اکسیژن یا جریان خون ناکافی در مغز، و افزایش بیش از حد فشار درون‌جمجمه‌ای. افت طولانی‌مدت هوشیاری، یک فوریت پزشکی است. نقص در سطح هوشیاری نشان می‌دهد که هر دو نیمکره مغزی یا تشکیلات مشبک آسیب دیده‌اند. کاهش سطح هوشیاری با افزایش عوارض (موربیدیتی) و میزان مرگ‌ومیر (مورتالیتی) همراه است. بنابراین سنجش میزان تغییر سطح هوشیاری معیار ارزشمندی برای تعیین وضعیت پزشکی و عصبی بیمار است. در واقع برخی منابع پزشکی، سطح هوشیاری را یکی از علائم حیاتی می‌دانند.

## انواع و تعاریف
مقیاس‌ها و اصطلاحات مختلفی برای برای طبقه‌بندی سطوح هوشیاری وجود دارد، اما به‌طور کلی، کاهش در پاسخ به محرک‌ها، نشان‌دهنده سطح تغییر یافته هوشیاری است:
| سطح       | خلاصه (کروز)                                                                  | توضیح |
| --------- | ----------------------------------------------------------------------------- | --- |
| فراشناخت  | ماقبل طبیعی                                                                   | افرادی که توانایی نظارت و کنترل فرآیندهای شناختی خود را دارند و علاوه بر آن، دارای تمام معیارهای نشان دهنده سطح هوشیاری طبیعی هستند. در حوزهٔ علوم اعصاب شناختی، نظارت و کنترل فراشناختی را یکی از وظایف قشر پیش‌پیشانی مغز می‌دانند که سیگنال‌های ورودی حسی را از نواحی مختلف قشر مغز دریافت می‌کند و کنترل را از طریق حلقه‌های بازخوردی که با استفاده از مکانیسم‌های زیربنایی انعطاف‌پذیری عصبی ایجاد می‌شوند، اجرا می‌کند (راجعه کنید به فصل‌های شوارتز، بیکن و شیمامورا، در کتاب دانلوسکی و بیورک، ۲۰۰۸). |
| خودآگاه   | طبیعی                                                                         | ارزیابی سطح هوشیاری شامل بررسی «موقعیت‌آگاهی» می‌شود: افرادی که می‌توانند به‌سرعت و خود به خود نام، مکان، و تاریخ یا زمان را بیان کنند، به خود، مکان و زمان آگاه هستند یا اصطلاحاً «هوشیار × ۳» هستند. مرحله عادی خواب که از آن فرد به راحتی بیدار می‌شود نیز سطح هوشیاری طبیعی در نظر گرفته می‌شود. «تیرگی شعور» اصطلاحی است برای تغییر خفیف هوشیاری همراه با تغییر در توجه و بیداری. |
| کنفوزیون  | گیجی و منگی، اختلال در تفکر و پاسخ‌دهی                                         | افرادی که با پرسش دربارهٔ نام، مکان و زمان به‌سرعت پاسخ نمی‌دهند، دچار کنفوزیون هستند. یک فرد دچار کنفوزیون ممکن است گیج، سردرگم و در پیروی از دستورالعمل‌ها دچار مشکل باشد. فرد ممکن است تفکر کُند داشته و دچار از دست دادن زمانِ حافظه باشد. این حالت گاهی ناشی از کم خوابی شدید، سوء تغذیه، آلرژی، آلودگی محیطی، داروها (نسخه‌ای و غیر نسخه‌ای) و برخی عفونت‌ها باشد. . |
| روان‌آشفته | گیج و منگ؛ بی‌قرار، دچار توهم، گاهی دچار هذیان                                 | مطابق برخی مقیاس‌ها، فرد در زیر این سطح «هذیان» دارد و ممکن است بی‌قرار یا آشفته باشد و دچار نقش در «توجه» باشد. |
| خواب‌آلوده | خواب‌آلود                                                                      | یک فرد خواب‌آلوده دچار خواب‌آلودگی بیش از حد است و به محرک‌ها محیطی، فقط با کلمات نامنسجم یا حرکات نامنظم پاسخ می‌دهد. |
| Obtunded  | کاهش هوشیاری؛ کند شدن پاسخ‌های روانی-حرکتی                                     | در obtundation، علاقه فرد به محیط اطراف خود کاهش یافته، پاسخ‌های کند شده و فرد دچار رخوت و خواب‌آلودگی است. |
| بهت‌زده    | حالت خواب‌مانند (اما نه ناخودآگاه)؛ فعالیت کاهش‌یافته یا بدون فعالیت خود‌به‌خودی. | |
| کما       | فرد را نمی‌توان برانگیخت یا بیدار کرد؛ عدم پاسخ‌دهی به محرک‌های محیطی            | اشخاص دچار کما، پاسخی به محرک‌های محیطی نمی‌دهند، رفلکس قرنیه یا رفلکس حلقی ندارند و ممکن است پاسخ مردمک به نور هم نداشته باشند. |

سطح تغییر یافته هوشیاری گاهی به عنوان «دگرگونی مرکز احساس» هم توصیف می‌شود.

## مقیاس کمای گلاسکو
متداول‌ترین ابزار برای اندازه‌گیری عینی سطح هوشیاری مقیاس کمای گلاسکو (GCS) است. امروزه تقریباً در همه جای جهان، از این مقیاس برای ارزیابی افراد مبتلا به آسیب مغزی اکتسابی، یا سطح هوشیاری تغییر یافته استفاده می‌شود. پاسخ‌های کلامی، حرکتی و بازکردن چشم به محرک‌ها اندازه‌گیری و نمره‌گذاری می‌شوند و نمره نهایی در مقیاس ۳ تا ۱۵ بررسی می‌شود که هرچه نمره پایین‌تر باشد، سطح هوشیاری نیز پایین‌تر است.

## موارد دیگر
مقیاس ای‌وی‌پی‌یو ( AVPU) ابزار دیگری برای اندازه‌گیری سطح هوشیاری است که بر این اساس انجام می شود: ارزیابی هوشیاری و آگاهی فرد، پاسخ‌دهی به محرک‌های کلامی، پاسخ‌دهی به محرک‌های دردناک یا عدم پاسخ‌دهی. برای تعیین پاسخگویی به صدا، یک مراقب با فرد صحبت می کند، یا در صورت عدم موفقیت، بر سر فرد فریاد می زند. پاسخ به درد با یک محرک دردناک خفیف مانند نیشگون گرفتن مشخص می شود. ناله یا کناره کشیدن بدن از محرک، پاسخی به درد در نظر گرفته می شود. استفاده از مقیاس ای‌سی‌دی‌یو (ACDU)، همچون ای‌وی‌پی‌یو، آسان‌تر از مقیاس کمای گلاسکو است و نتایج دقیق مشابهی فراهم می آورد. با استفاده از ای‌سی‌دی‌یو، بیمار از نظر هوشیاری، گیجی، خواب‌آلودگی و عدم پاسخگویی ارزیابی می شود.
مقیاس کمای گِرِیدی، افراد را در درجه‌بندی ۱ تا ۵ در مقیاسی از کنفوزیون، بهت، بهت عمیق، وضعیت غیرطبیعی بدنی و کما طبقه‌بندی می‌کند.

## پاتوفیزیولوژی
اگرچه دلیلِ عصب‌شناختیِ هوشیاری، بیداری و برانگیختگی به‌طور کامل مشخص نشده است، اما عقیده بر آن است که تشکیلات مشبک در این موارد نقش دارد.سیستم فعال کننده مشبک صعودی یک گروه فرضی از اتصالات عصبی است که ورودی حسی را دریافت می‌کند و از طریق میان‌مغز و تالاموس اطلاعات دریافتی را از تشکیلات مشبک به قشر مغز می‌فرستد. از آنجایی که تصور می‌شود این تشکیلات عصبی، بیداری و خواب را تنظیم و تعدیل می‌کند، هرگونه تداخل با آن، مثلاً در اثر آسیب، بیماری یا اختلالات متابولیک، می‌تواند سطح هوشیاری فرد را تغییر دهد.
به‌طور معمول، بهت و کما در اثر تداخل با ساقه مغز ایجاد می‌شوند، مانند اثر مستقیم یک ضایعه یا اثرات غیرمستقیم دیگری همچون فتق مغزی. ضایعات بزرگ در ساقه مغز معمولاً به دلیل تأثیر آنها بر تشکیلات مشبک باعث کما می‌شوند. ضایعات توده‌ای که در بالای چادرینه مخچه ایجاد می‌شوند، معمولاً سطح هوشیاری را تغییر نمی‌دهند، مگر اینکه خیلی بزرگ باشند یا هر دو نیمکره مغز را تحت تأثیر قرار دهند.